# Guarumal (Panama, Chiriquí)
Pour les articles homonymes, voir Guarumal.
Guarumal est un corregimiento situé dans le district d'Alanje, province de Chiriquí, au Panama. En 2010, la localité comptait 2 410 habitants.